# Rouslan et Ludmila (film, 1972)
Pour les articles homonymes, voir Rouslan et Ludmila.
Pour plus de détails, voir Fiche technique et Distribution.
Rouslan et Ludmila (Руслан и Людмила) est un film soviétique réalisé par Alexandre Ptouchko en 1972. Dernier film de Ptouchko, il a été présenté le 12 octobre 1972 au festival du film soviétique au Japon.

## Synopsis
Rouslan, magnanime vainqueur des Petchénègues rentre à Kiev où le prince Vladimir, sans doute allusion à Vladimir Ier, et la population accueillent triomphalement le héros qui a repoussé l'envahisseur. Le jeune guerrier est aussi heureux de retrouver Ludmila, la fille cadette du souverain qui languissait pendant son absence. La victoire, l'amour que se partagent les deux jeunes gens indiquent qu'ils sont faits pour être mariés. Le Grand Prince, au cours d'un festin somptueux qui célèbre la déroute des Petchénègues annonce leurs fiançailles.
Les autres prétendants dépités voient la main de Ludmila leur échapper. Parmi eux, il y a Farlaf, un braillard, un fanfaron toujours en quête de ripailles et d'un âge assez avancé. Le second est Ratmir, fringant jeune homme, fils du roi Azéri qui rêve d'une alliance avec le Prince de Kiev pour agrandir son territoire. Le troisième est le sombre Rogdaï, un valeureux combattant à qui la victoire doit beaucoup; il pense que le royaume a besoin d'une main forte pour prendre le relève de Vladimir maintenant âgé.
La fête allant sur sa fin, Rouslan et Ludmila se retrouvent seuls, enfin dégagés des contraintes du cérémonial mais un « orage » éclate, une fenêtre s'ouvre à grand fracas et Ludmila disparaît par l'ouverture. Rouslan se précipite vers Vladimir pour lui annoncer l'affreuse nouvelle. Le souverain laisse éclater sa colère et sa douleur et promet à celui qui la ramènera d'être son époux. Sans retard, Rouslan, Rogdaï, Ratmir et Farlaf enfourchent leurs chevaux et partent à la recherche de la princesse en prenant chacun une direction différente...
Rouslan en traversant une forêt rencontre un ermite finnois qui lui révèle que sa fiancée a été enlevée par Tchernomor un vieux sorcier. Il lui raconte sa vie et ses démêlés avec Naïna, la sorcière dont il devra se méfier lors de ses recherches. Ceci va être confirmé par les pièges qu'elle va lui tendre pour l'empêcher d'atteindre le domaine du ravisseur: il va rencontrer les ondines qui vont essayer de le séduire, on va tenter d'endormir son cheval avec de l'herbe, Naïna va prendre l'apparence de Ludmila, effrayer son cheval, faire tomber des arbres, mettre le feu à la forêt, provoquer des attaques d'oiseaux et l'attaque d'un tigre, déclencher une avalanche de pierres et de rochers...
De son côté Rogdaï, au cours de sa recherche va croiser Rouslan qui à l'issue d'un combat acharné va éliminer son rival en le précipitant dans le fleuve, sans doute le Dniepr.
Ratmir va succomber au piège délicieux que Naïna lui a tendu pour le détourner de son but. Elle va lui faire rencontrer l'âme sœur parmi un groupe de très belles jeunes filles qui prenaient beaucoup soin de lui. Rouslan le rencontre établi au bord du fleuve avec sa compagne parfaitement satisfait de son sort.
Farlaf, lui va perdre son temps en ripailles et finir par revenir chez lui car il a rencontré la sorcière qui lui a dit de ne pas se fatiguer car elle se chargeait de retrouver la princesse.
Pendant tout ce temps, Ludmila prisonnière de Tchernomor se morfond en l'absence de Rouslan. Ni le luxe inouï de sa cage, ni le jardin extraordinaire où elle peut se promener, ni les chants, ni les mets recherchés luxueusement présentés, ni les toilettes somptueuses ni les stratagèmes de Tchernomor qui va jusqu'à prendre l'apparence de Rouslan n'ont raison de sa répulsion pour ce vieillard ridicule, cruel et égoïste.
Rouslan, malgré les forces maléfiques arrive armé de l'épée magique qu'il a trouvée grâce à « La tête » d'un géant que Tchernomor avait décapité pendant son sommeil. De plus elle lui apprend que la toute-puissance du sorcier réside dans sa barbe. Lorsqu'il parvient dans le domaine de celui qui a capturé sa fiancée il est attaqué par Tchernomor mais il réussit à lui couper la barbe. La voie étant libre, il court délivrer sa bien-aimée endormie, libérer les chevaliers enfermés dans la glace, ôter les chaînes des géants puis prendre le chemin du retour.
Dans la steppe il prend un instant de repos et pendant qu'il dort auprès de Ludmila, Farlaf armé par Naïna, enfonce trois fois son épée dans la poitrine de Rouslan et ramène la princesse toujours endormie à son père. En même temps, les Petchénègues ayant appris par le fils de l'ambassadeur que Rouslan n'était plus à Kiev voient là une occasion de s'emparer de la ville et partent à l'assaut.
Une colombe vient prévenir l'ermite du sort de Rouslan. Il se rend auprès de lui et le ranime avec une eau miraculeuse. Comprenant ce qui est arrivé, le héros avec son épée magique se lance dans la bataille, ravage les arrières des troupes Petchénègues et avec la tête hurlante de Tchernomor épouvante les bœufs lancés pour défoncer les lignes kieviennes.
Epilogue : Rouslan revient en grand vainqueur à Kiev, confond Farlaf qui est banni et réveille Ludmila avec la bague magique que lui avait donné le vieil ermite finnois.

## Fiche technique
- Titre original: Руслан и Людмила
- Titre français : Rouslan and Ludmila
- Réalisation : Alexandre Ptouchko
- Scénario : Alexandre Ptouchko assisté de Samuïl Bolotine (ru) d'après le conte-poème éponyme d'Alexandre Pouchkine
- Musique : Tikhon Khrennikov
- Décors : Evgueni Serganov
- Costumes : Olga Kroutchinina (ru)
- Photographie : Igor Gueleine, Valentin Zakharov
- Son : Igor Ourvantsev
- Production : Groupement jeunes Iounost
- Société de production : Studios Mosfilm de Moscou
- Pays de production: République socialiste fédérative soviétique de Russie
- Langue originale : russe
- Format : Couleurs (Sovcolor) - 35 mm - spherical - 1,66:1 - Mono
- Genre : Conte fantastique médiéval
- Durée : 143 minutes
- Dates de sortie[1]
  -  Japon : 12 octobre 1972
  -  Union soviétique :  1er janvier 1973
  -  France : 30 juin 1976

## Distribution
La distribution a été complétée à l'aide du site kino-teatr.ru
- Andreï Abrikossov : le Prince Vladimir
- Rouslan Akhmetov (ru) : Ratmir, un prétendant, Khan Azéri
- Iakov Belenki (ru) : le père de Ratmir
- Ksenia Borozdina : femme de chambre à la cour de Tchernomor
- Inga Boudkevitch (ru) : infirmière
- Viktor Choulguine (ru) : la tête du géant
- Vladimir Fiodorov : Tchernomor
- Chavkat Gaziev : le fils d'un ambassadeur
- Igor Iassoulovitch : l'ermite finnois
- Sergueï Iourtaïkine (ru) : le conseiller du khan
- Zoïa Issaïeva (ru) : une mère
- Maria Kapnist : Naïna, la sorcière
- Lioudmila Karaouch (ru) : une femme de chambre à la cour de Tchernomor
- Oleg Khabalov (ru) : le khan des Petchénègues
- Natalia Tikhonovna Khrennikova : Naïna jeune
- Iouri Ilitch Kireïev (ru) : Voïvode
- Eve Kivi (ru) : L'épouse de Ratmir devenu pêcheur
- Nikolaï Koutouzov (ru) : un ambassadeur étranger
- Valeri Kozinets (ru) : Rouslan
- Alekseï Krytchenkov (ru) : le bouffon
- Sergueï Martinson : l'ambassadeur byzantin
- Iekaterina Mazourova (ru) : gnomide
- Oleg Ievguenievitch Mokchantsev (ru) : Rogdaï, un prétendant
- Gueguennadi Nenachev : un des géants enchaînés
- Viatcheslav Nevinny : Farlaf, un prétendant
- Nikandr Nikandrovitch Nikolaïev : un ambassadeur étranger
- Valeri Nossik (ru) : un messager
- Dmitri Orlovski (ru) : un cithariste
- Valentina Ouchakova (ru) : une mère
- Aleksandra Panova (ru) : la mère de Rogdaï
- Natalia Petrova (ru) : Ludmila
- Vladimir Protassenko (ru) : un chevalier à la cour
- Alevtina Roumiantseva (ru) : une boyardesse
- Tcheslav Souchkevitch (ru) : Tougarine Zmeïevitch
- Gueorguios Ianis Sovtchis (ru) : un petchénègue[3]
- Gueorgui Svetlani (ru) : le chaman
- Viktoria Tchaïeva (ru) : infirmière
- Zoïa Vassilkova (ru) : une mère
- Vladimir Ilitch Viazovik : un boyard

rôles mineurs : Valentina Charykina (ru), E. Ejova, Nikolaï Dmitrievitch Kouznetsov, Nadejda Samsonova (ru), Alla Nikolaïevna Sourkova, Igor Nikolaïevitch Sourovtsev, Tamara Sovtchi (ru), E. Vassilieva, Alekseï Vladimirovitch Zotov 

## En bref
Le site suivant donne des informations sur les conditions de tournage, particulièrement sur les costumes, et quelques images.
De nombreuses informations ont été recueillies par Elena Sibirina à Sloboda d'Alexandrov, un des lieux de tournage, où le chercheur Vladimir Sergueïevitch Malov a répondu à ses questions.
Edouard Egorov, à l'occasion du 35e anniversaire du tournage « Rouslan et Ludmila » donne des informations recueillies lors d'une exposition consacrée à ce film et d'autres souvenirs de tournage et des témoignages se trouvent dans le site . 
Pour les russophones, le visionnage des deux parties de ce film est possible sur kinoglaz

## Distinctions
- Le film a été présenté hors compétition au Festival international du film fantastique d'Avoriaz 1974.
- 1976 : Premier prix des films pour les jeunes au festival international de Salerne.